# Heavy (film)
Pour les articles homonymes, voir Heavy.
Pour plus de détails, voir Fiche technique et Distribution.
Heavy est un film américain réalisé par James Mangold et sorti en 1995.
Premier long métrage du réalisateur, il est présenté au festival de Sundance 1995 puis à la Quinzaine des réalisateurs du festival de Cannes.

## Synopsis
Le Pete & Dolly est un restaurant en bordure d'une route peu fréquentée dans la région de l'Upstate New York dans l'État de New York. L'établissement est tenu par Dolly, qui l'avait jadis fondé avec son mari Pete, aujourd'hui décédé. Leur fils Victor, obèse et introverti, en est chef cuisinier mais est totalement sous la domination de sa mère. Dans l'équipe, il y a aussi Dolores, une serveuse chevronnée et cynique. Leo, pilier de bar, fait presque partie des meubles. Toute cela va voler en éclats avec l'arrivée de Callie, une belle jeune femme à la voix douce ayant quitté l'université de Syracuse. Victor, timide et en surpoids, va tomber amoureux de Callie. Quant à Dolores, elle voit d'un mauvais œil l'arrivée de cette jeune collègue.

## Fiche technique
Sauf indication contraire, les informations mentionnées dans cette section peuvent être confirmées par la base de données cinématographiques IMDb,  présente dans la section « Liens externes ».
- Titre français et original : Heavy
- Titre de travail : Upstate Story
- Réalisation et scénario : James Mangold
- Musique : Thurston Moore
- Directeur de la photographie : Michael F. Barrow
- Montage : Meg Reticker
- Costumes : Sara Jane Slotnick
- Producteur : Richard Miller
- Société de production : Available Light Productions
- Distribution : Cinépix Film Properties (États-Unis), Pretty Pictures (France)
- Genre : drame
- Durée : 105 minutes
- Dates de sortie[1] : 
  - États-Unis : 20 janvier 1995 (festival de Sundance)
  - France : 20 mai 1995 (festival de Cannes - Quinzaine des réalisateurs)
  - États-Unis : 5 juin 1996
  - France : 6 mai 1998

## Distribution
- Pruitt Taylor Vince : Victor Modino
- Liv Tyler : Callie
- Deborah Harry : Delores
- Shelley Winters : Dolly Modino, la mère de Victor
- Joe Grifasi : Leo
- Evan Dando : Jeff, le petit ami de Callie
- David Patrick Kelly : le patient à l’hôpital

## Production
Heavy marque les débuts de James Mangold comme réalisateur et scénariste. Il révèle s'être inspiré d'un camarade classe quand il vivait dans la vallée de l'Hudson, qui était en surpoids et dont la mère possédait un diner et dont le mari était mort. Il écrit le scénario en 1991, alors qu'il participe à des séminaires à l'Université Columbia donnés par le cinéaste Miloš Forman. Il imagine faire un film avec les expressions physiques plutôt que le dialogue comme un « film muet avec du son ». Il cite comme influences La Dernière Séance (1971) de Peter Bogdanovich et Le Plus Sauvage d'entre tous (1963) de Martin Ritt.
Frank Black du groupe Pixies a été approché pour le rôle de Victor mais il a refusé. C'est finalement Pruitt Taylor Vince qui l'incarne.
Le tournage a lieu dans l'État de New York et en Pennsylvanie.

## Bande originale
La musique originale est composée par Thurston Moore. l'album de la bande originale sort en juin 1996 sur le label TVT Records.
| 1.  | Victor and Callie            | Thurston Moore      | 1:32 |
| 2.  | Hot Coals                    | Evan Dando          | 3:51 |
| 3.  | Pile Up                      | The Plimsouls       | 3:24 |
| 4.  | Box Cars                     | Rosie Flores        | 5:15 |
| 5.  | Undertow                     | T. Moore            | 1:28 |
| 6.  | Frying Pan                   | E. Dando            | 3:08 |
| 7.  | Carry Me                     | The Vidalias        | 3:52 |
| 8.  | Howard Is a Drag             | The Rake's Progress | 3:33 |
| 9.  | My Heart Belongs to Only One | Ben Vaughn          | 3:08 |
| 10. | California Thing             | Freedy Johnston     | 3:00 |
| 11. | Kissing on the Bridge        | T. Moore            | 1:15 |
| 12. | Lost                         | The Plimsouls       | 3:59 |
| 13. | '74-'75                      | The Connells        | 4:37 |
| 14. | The Dream of Sarah           | Eleni Mandell       | 2:46 |
| 15. | How Much I've Lied           | E. Dando            | 2:10 |
| 16. | Spinning Goodbye             | T. Moore            | 3:16 |
| 17. | Culinary Institute           | T. Moore            | 3:19 |

## Distinctions
(en) Récompenses pour Heavy sur l’Internet Movie Database
- Festival de Cannes 1995 : en compétition pour la Caméra d'or
- Festival du film de Sundance 1995 : prix spécial du jury
- Festival international du film de Gijón 1995 : prix du meilleur scénario et prix Asturias du meilleur film